# Busca (Italie)
Pour les articles homonymes, voir Busca.
Busca {(en français, Busque) est une commune italienne d'environ 10 000 habitants, située dans la province de Coni, dans la région Piémont, dans le nord-ouest de l'Italie, située à l'extrémité avale du val Maira, en bordure de la plaine de Coni. Elle fait partie de la Comunità montana Valli Grana e Maira (it). La ville est sur le cours de la rivière Maira. 

## Histoire
Les vestiges antiques les plus anciens de la civilisation du Val Maira ont été découverts là datant du VIe siècle av. J.-C. Ce sont des stèles funéraires étrusques (bien qu'on ait trouvé aussi des haches de pierre du néolithique et aussi des tombes celtiques à Villar San Costanzo qui est à 6 km). Cette zone est conquise par les romains seulement en 14 av. J.-C. (stèles de Pagliero San Damiano Macra, Elva, Marmora). Les zones les plus intéressantes du point de vue archéologique sont Saint-Martin et Saint-Quentin.
Pendant la période de domination romaine, la Villae, plus haute sur les collines près de la ville actuelle était appelé Antilia. Avec les invasions barbares du quatrième Ve siècle, la ville est détruite. Il ne restait rien, d'où l'évolution vers un nouveau nom : «Busca", dont il est raisonnable de penser qu'il ait la même origine que l'expression piémontaise "buscaja " (élagage, copeaux de bois, vestige), que du germanique "busk", ou du piémontais "Bucc", similaire à l'anglais "Bush" (brindille, zone couverte de buissons). 
Dans un document du 6 mars 1123, Busca sur la Maira, une partie des Saluces et Villafalletto sont biens de la Marche arduinica, devenu ensuite un fief de Boniface del Vasto, qui lègue Busca à son fils William, devenu marquis de Busca et Lancia ; écrasé par les pouvoirs de Coni et Saluces, il part en Sicile à la cour de Frédéric II (empereur des Romains). En 1361 Busca passe sous le contrôle de la Savoie. Au XVIe siècle, la ville de Busca voit le passage des troupes espagnoles (1536 -1552), puis en 1557 au siège de Coni des troupes françaises.
Le développement de la ville est venu avec le nouveau siècle, culture du blé, du raisin, arbres fruitiers permettent à la ville de grandir et s'enrichir. À la fin du XVIIe siècle - début du XVIIIe siècle, les Français, les occupations et les guerres se sont suivies. Par un décret de Charles Emmanuel III Busca est déclarée ville.

## Administration
| Période                                  | Période | Identité | Étiquette | Qualité |
| ---------------------------------------- | ------- | -------- | --------- | ------- |
|                                          |         |          |           |         |
| Les données manquantes sont à compléter. |         |          |           |         |

### Hameaux
Les hameaux (frazione) de Busca sont : Attissano, Bosco, Castelletto, Morra San Giovanni, Sant'Alessio, San Barnaba, San Chiaffredo, San Martino, San Mauro, San Quintino, San Rocco, Santo Stefano et San Vitale. 

### Communes limitrophes
Caraglio, Costigliole Saluzzo, Coni, Dronero, Rossana, Tarantasca, Valmala, Villafalletto et Villar San Costanzo. 

## Galerie de photos

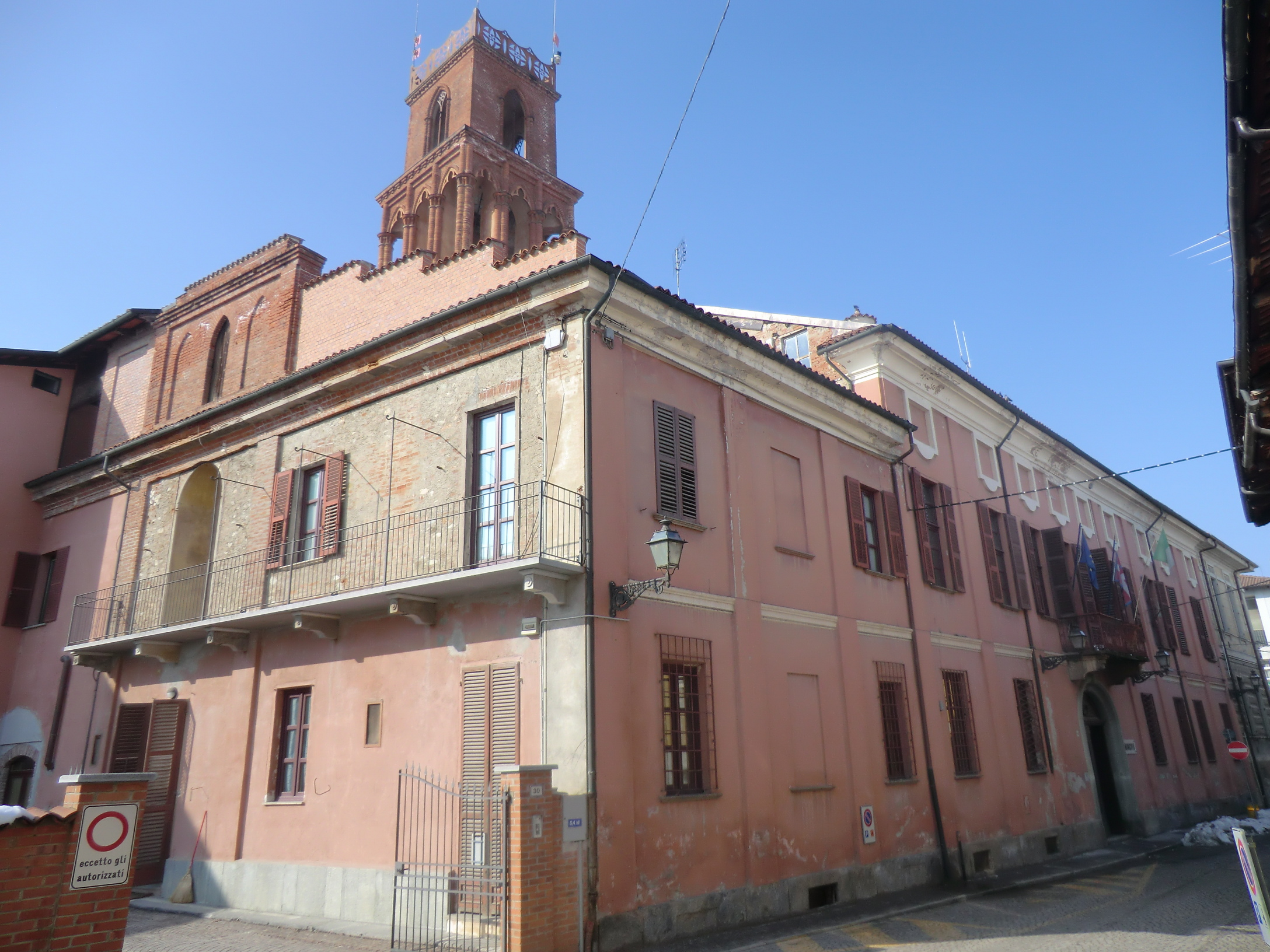
Municipio - Palazzo San Martino (XVIIIe siècle).
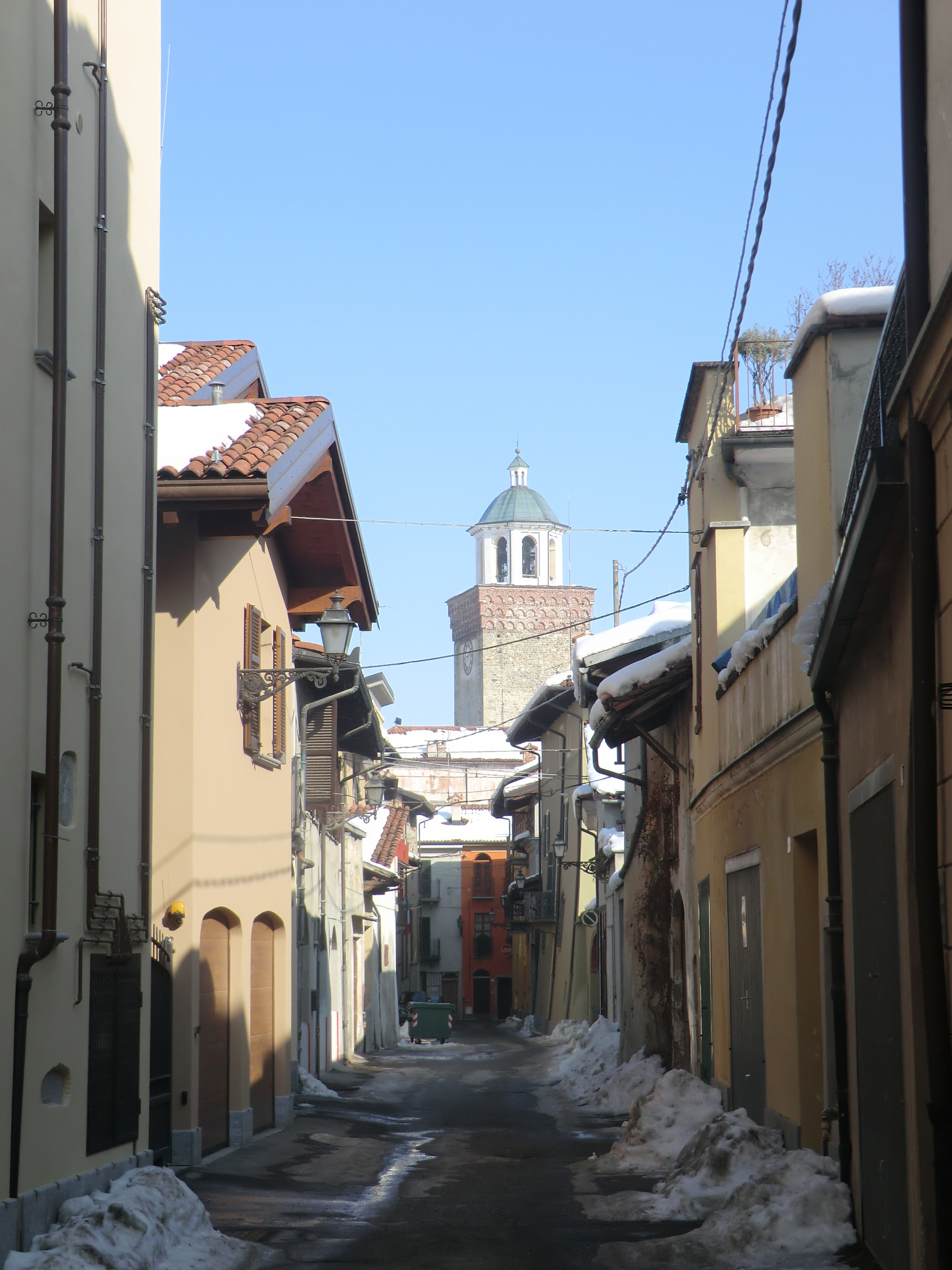
Via Bofferio.
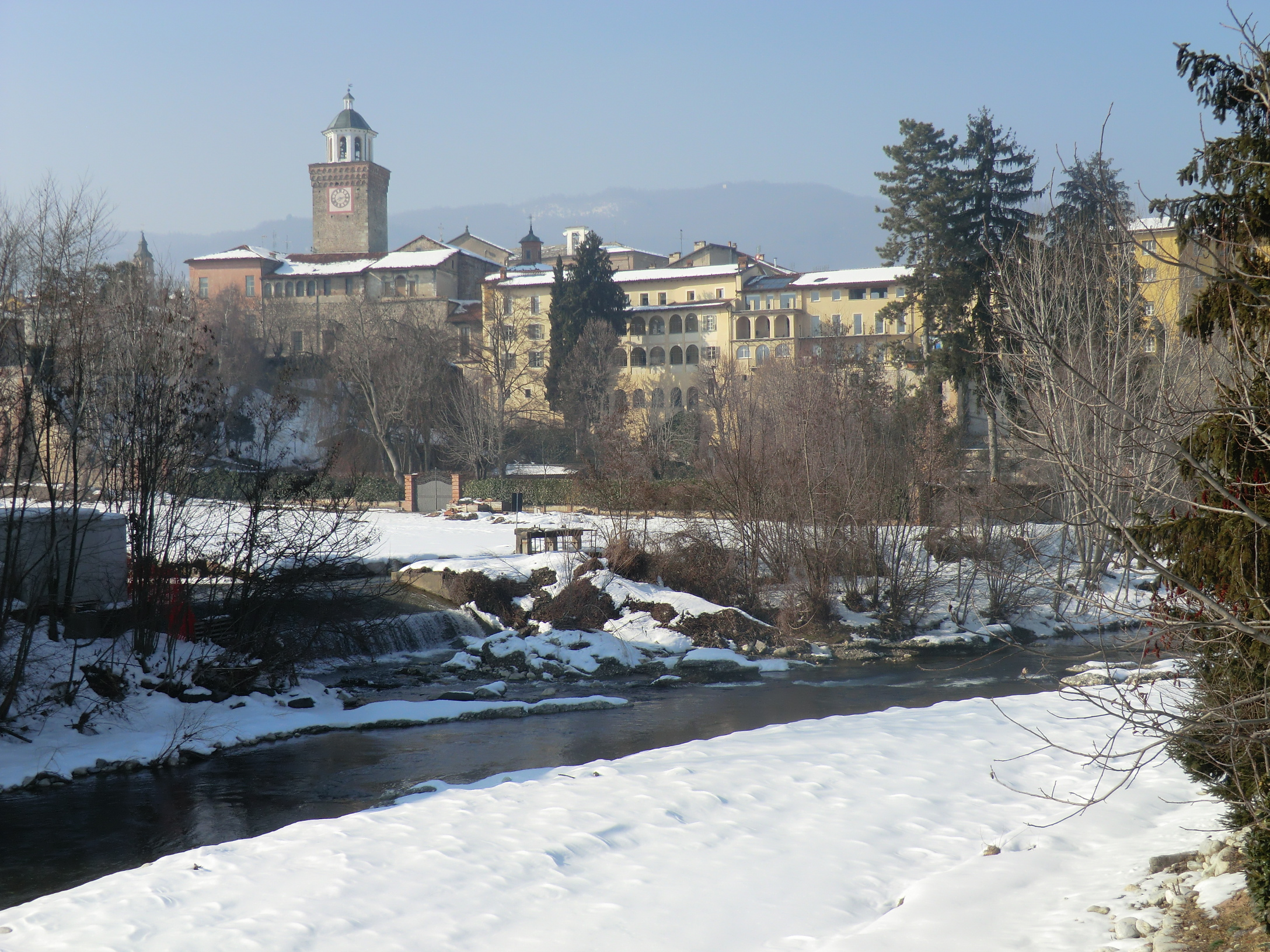
Torrente Maira.
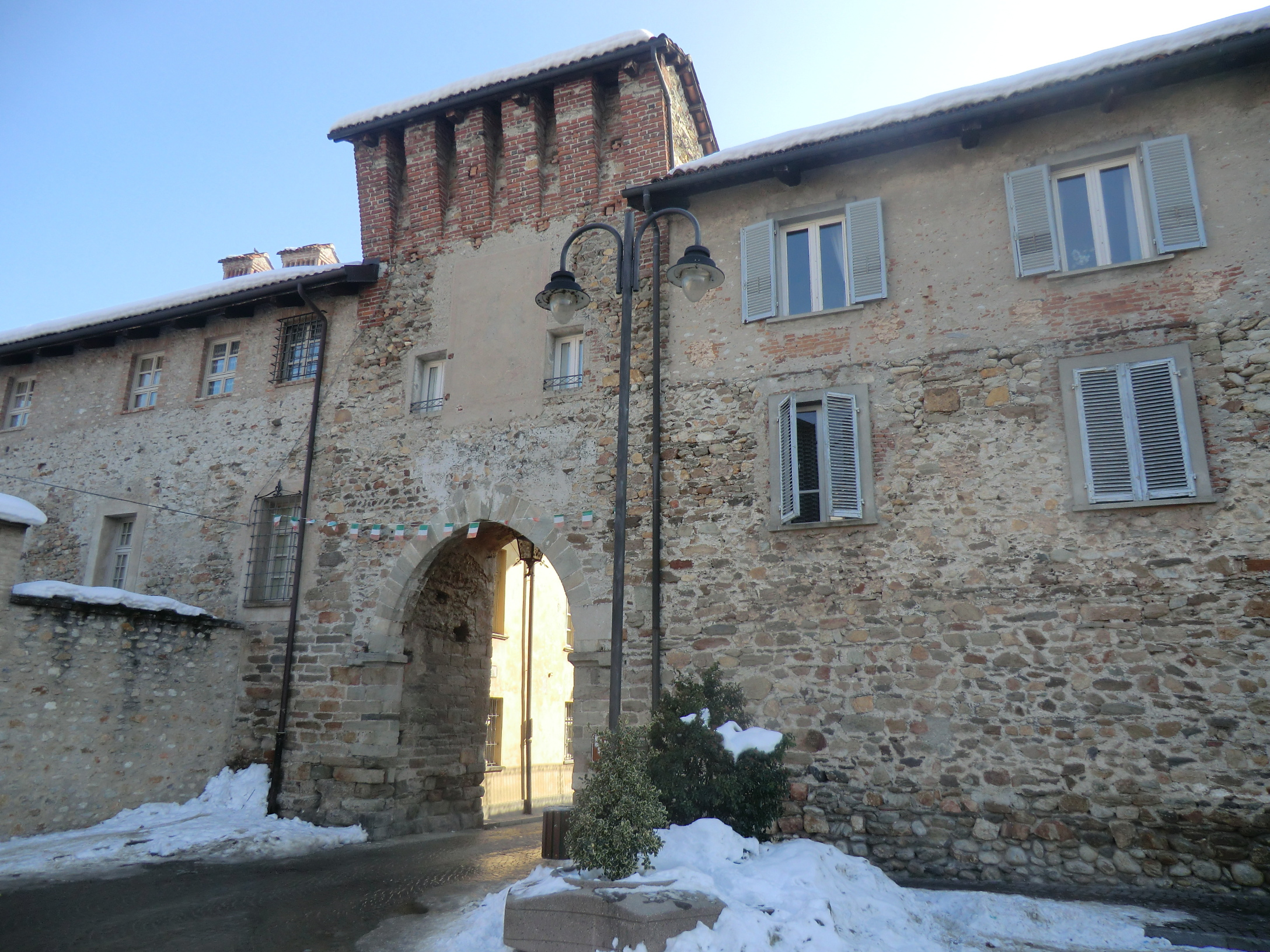
Porta Santa Maria (XVe/XVIe siècle).
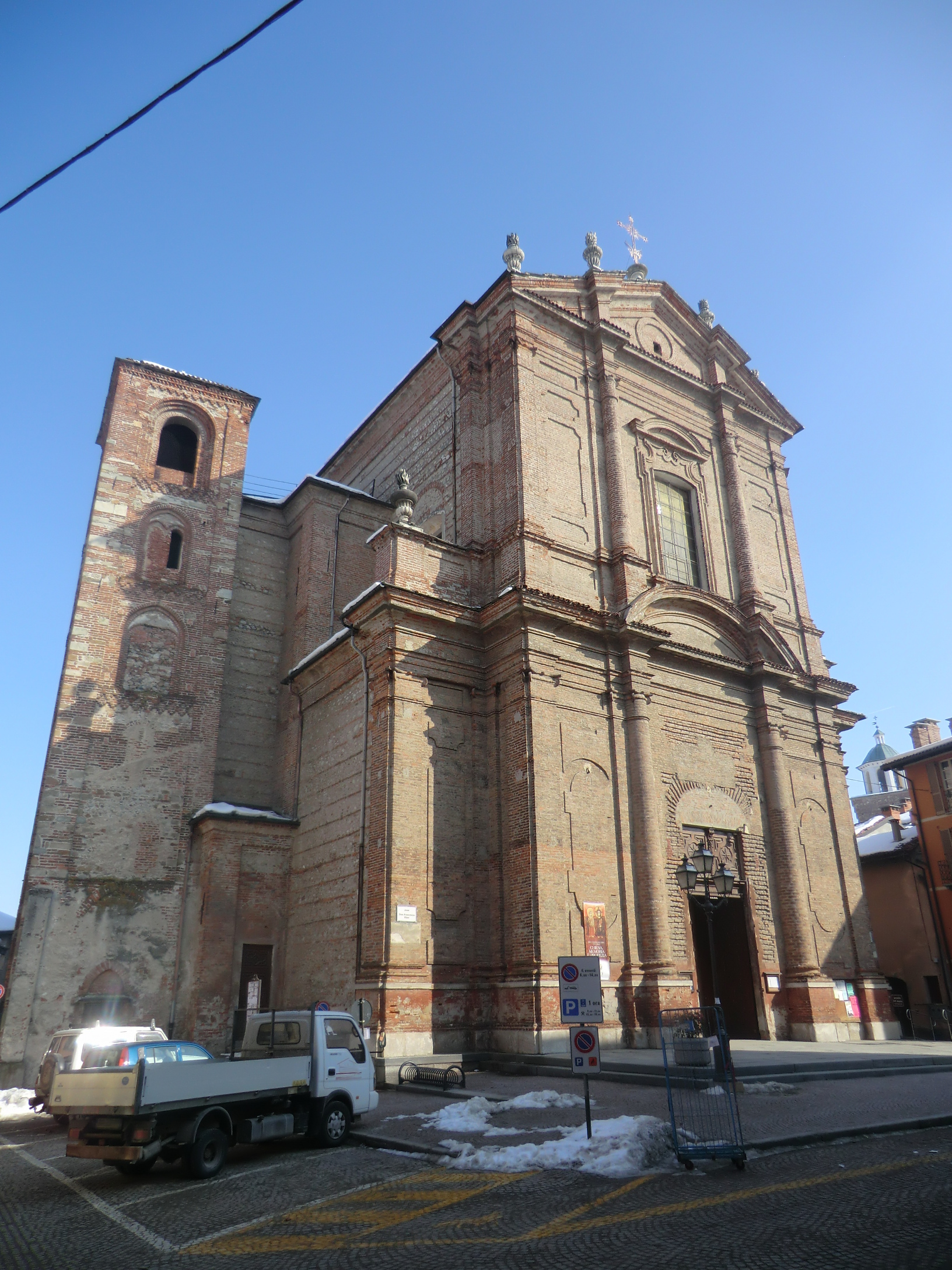
Chiesa parrocchiale Maria Vergine Assunta (XVIIIe siècle).
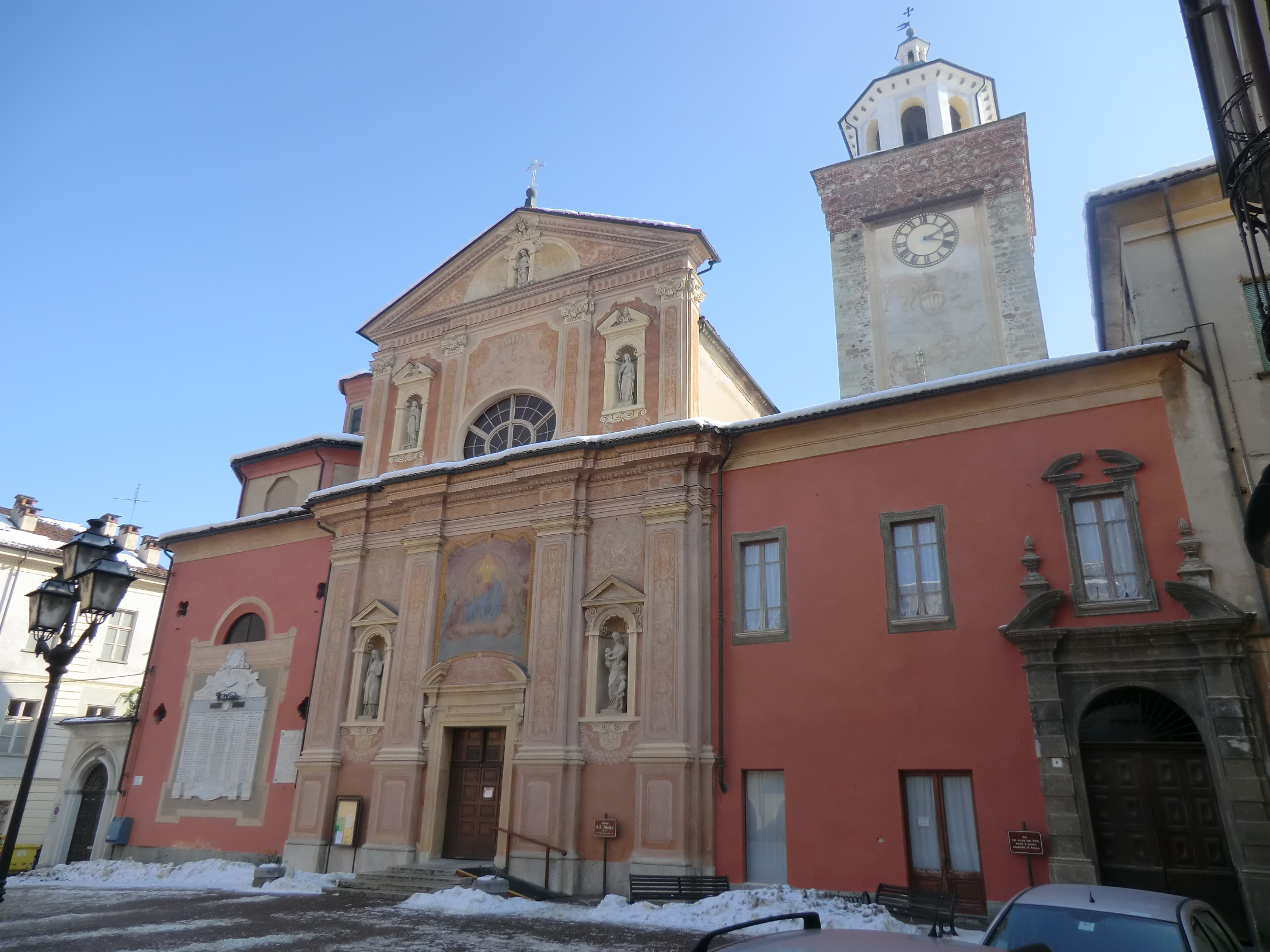
Confraternita Santissima Trinità (XVIIe siècle) et Torre Rossa (XIIIe siècle).